# Rupelmonde
Pour les articles homonymes, voir Rupel (homonymie).
Rupelmonde est une section de la commune belge de Beveren-Kruibeke-Zwijndrecht située en Région flamande dans la province de Flandre-Orientale. La localité est située sur la rive gauche de l'Escaut au confluent de la rivière Rupel (en néerlandais, Rupelmonde signifie embouchure du Rupel). C'était une commune à part entière avant la fusion des communes de 1977.
Rupelmonde est surtout connu comme lieu de naissance du cartographe Mercator.

## Démographie

### Évolution démographique
- Sources : INS, Rem. : 1831 jusqu'en 1970 = recensements, 1976 = nombre d'habitants au 31 décembre[2].

## Histoire

Rupelmonde, fin XIX ème
Constantin Meunier
Musée royal des Beaux-Arts d'Anvers.

Le 16 juin 1452 s'est tenue Bataille de Rupelmonde ou Bataille de Bazel avec Philippe de Ternant porte bannière du duc de Bourgogne, Philippe le Bon.

## Personnalités liées à cette ancienne commune

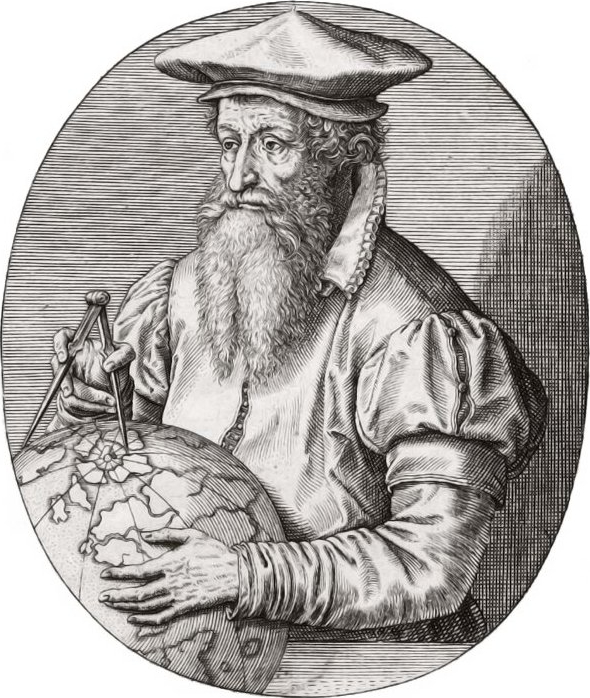
Le géographe Mercator

- Corneille bâtard de Bourgogne (v. 1420-1452), qui trouve la mort aux combats de Rupelmonde contre les Gantois.
- Gérard Mercator (v. 1512-1594) est un mathématicien et géographe flamand.
- Vranck van Borselen, stadhouder de Hollande, incarcéré au château de Rupelmonde en 1432.

## Curiosités

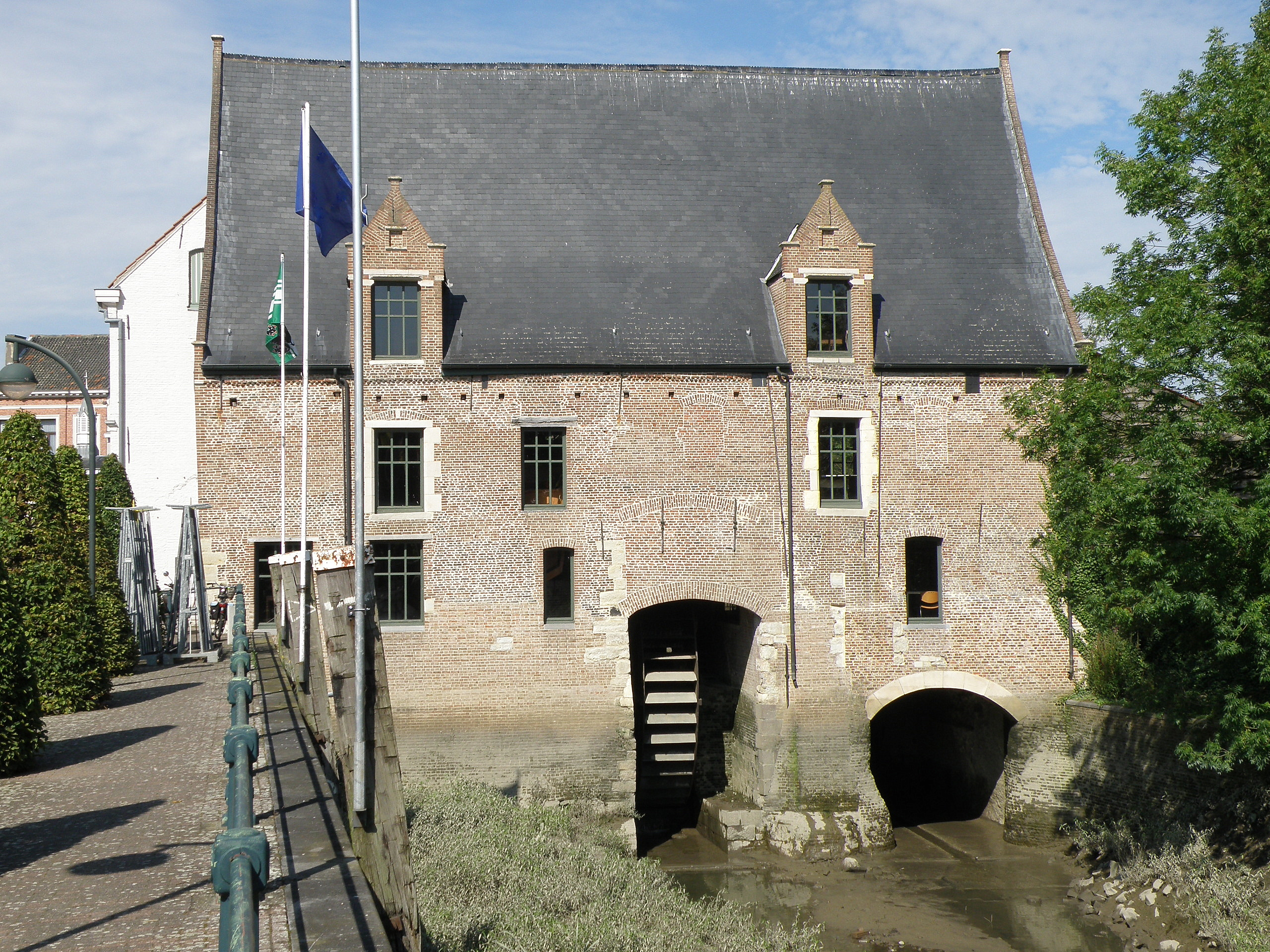
Le Spaanse Molen, moulin à marée à Rupelmonde

- L'église Notre-Dame, datant de 1757, contenant une reproduction d'une peinture de Jacob Jordaens.
- La statue de Mercator située sur la place centrale du village.
- Le vieux moulin à marée, restauré en 1997.
- La Schelleksfeesten, parade de géants ayant lieu le 1er dimanche d'août.
- La Tour des Comtes sur l'île Mercator abrite un petit musée. Ce sont les vestiges de l'ancien château des Comtes.